# Geferson
Geferson Cerqueira Teles (Lauro de Freitas, 1994. május 13. –), ismert nevén Geferson, brazil labdarúgó, a CSZKA Szofija hátvédje.

## Pályafutása
Geferson pályafutását a brazil Internacional akadémiáján kezdte, majd 2015-ben lett az első számú csapat játékosa. Ebben az évben bekerült a brazil válogatott Copa América keretébe is. 2017-ben egy évig kölcsönben a Vitória labdarúgója volt. 2018 óta a bolgár élvonalbeli CSZKA Szofija labdarúgója.

## Sikerei, díjai

### Klub
Internacional
- Campeonato Gaúcho: 2015, 2016

## Külső hivatkozások
- Geferson profilja a Transfermarkt.com-on (angol nyelven). transfermarkt.com